# 南恩州
南恩州（なんおんしゅう）は、中国にかつて存在した州。宋代から明初にかけて、現在の広東省陽江市一帯に設置された。

## 概要
649年（貞観23年）、唐により設置された恩州を前身とする。
1048年（慶暦8年）、北宋により河北の貝州が恩州と改称されたため、広東の恩州は南恩州と改称された。南恩州は広南東路に属し、陽江・陽春の2県を管轄した。
1276年（至元13年）、元により南恩州は南恩路総管府に昇格した。1282年（至元19年）、南恩路は南恩州に降格した。南恩州は江西等処行中書省に属し、陽江・陽春の2県を管轄した。
1368年（洪武元年）、明により南恩州は廃止された。陽江県と陽春県は新州に転属した。1369年（洪武2年）、新州が廃止され、陽江県と陽春県は肇慶府に転属した。